# Nightfall in Middle-Earth
Nightfall in Middle-Earth – album powermetalowego zespołu Blind Guardian, wydana w 1998, concept album.
Całość tekstów oparta jest na książce Silmarillion J.R.R. Tolkiena. Obok charakterystycznych dla tego zespołu utworów, zarówno ciężkich (np. The Curse of Fëanor) jak i lekkich (np. Nightfall) znalazły się krótkie przerywniki zawierające narrację (np. War of Wrath).

## Lista utworów
1. War of Wrath *
2. Into the Storm
3. Lammoth *
4. Nightfall
5. The Minstrel *
6. The Curse of Feanor
7. Captured *
8. Blood Tears
9. Mirror Mirror
10. Face the Truth *
11. Noldor (Dead Winter Reigns)
12. Battle of Sudden Flame *
13. Time Stands Still (At the Iron Hill)
14. The Dark Elf *
15. Thorn
16. The Eldar
17. Nom The Wise *
18. When Sorrow Sang
19. Out on The Water *
20. The Steadfast *
21. A Dark Passage
22. Final Chapter (Thus Ends...) *

* – utwór narracyjny
Dodatkowy utwór na edycji remasterowanej z 2007 roku:
1. Harvest of Sorrow

Wersji japońskiej bonus tracki:
1. Nightfall (Orchestral Version) – 05:38
2. A Dark Passage (Instrumental Version) – 06:05

## Skład zespołu
- Hansi Kürsch – wokal, bas
- André Olbrich – gitara
- Marcus Siepen – gitara
- Thomas „Thomen” Stauch – perkusja

### Gościnnie
- Oliver Holzwarth – bas
- Mathias Weisner – instrumenty klawiszowe
- Michael Schuren – fortepian
- Max Zelner – flet
- Norman Eshley, Douglas Fielding – narratorzy
- Billy King, Rolf Köhler, Olaf Senkbeil, Thomas Hackmann – chóry

## Single
- Mirror Mirror (1998)